# Aeroportul Internațional Quad City
Aeroportul Internațional Quad City (IATA: MLI, ICAO: KMLI, FAA LID: MLI) este un aeroport din Illinois, Statele Unite ale Americii ce deservește zona Moline⁠(d). Aeroportul a fost tranzitat în 2019 de 711.252 de pasageri. A fost deschis în 1910.
Situat la o altitudine de 180 m, aeroportul dispune de 3 piste.

## Infrastructură

### Piste
Aeroportul dispune de 3 piste: 
- pista 05/23 din beton, cu dimensiunile 5.016 picioare × 150 picioare
- pista 09/27 din beton, cu dimensiunile 10.002 picioare × 150 picioare
- pista 13/31, cu dimensiunile 7.301 picioare × 150 picioare